# Добро
 Тази статия е за етичната категория.  За селото в Янинско със същото старо име вижте Петралона (дем Зица).  
Добро в морален аспект е това, което е хуманно, носи доброта и добрина, има полза за хората и съществата, води до правилно развитие и прогрес. Добрите дела са тези на които учат религиите, давайки съвети, понякога синоним на това е „красива постъпка“, добрите дела произтичат от любовта, състраданието и добрите чувства. Способността да се прави добро се нарича добродетел.